# Liu Penzi
Liu Penzi, também conhecido como 劉盆子 (nascido em 10) foi um imperador fantoche da dinastia Han. Descendente do príncipe Liu Zhang, fez parte da dinastia Xin entre 25 e 27.